# Fernando Karanga
Luiz Fernando da Silva Monte, meglio noto come Fernando Karanga (Camaragibe, 14 aprile 1991), è un calciatore brasiliano, attaccante svincolato.